# 大島隆夫
大島 隆夫（おおしま たかお、1920年10月17日 - 2008年2月27日）は、日本の実業家。富士火災海上保険社長。

## 経歴
- 1920年10月 鹿児島県生 九州大学名誉教授大島直治の二男
- 1938年3月 福岡県中学修猷館卒業[1]
- 1940年3月 旧制福岡高等学校文科甲類卒業[2]
- 1942年3月 東京帝国大学法学部政治学科卒業[3]
- 1943年    同大学院修業 高等文官試験行政科合格 大蔵省入省
- 1947年5月 赤坂税務署長
- 1952年9月 福岡国税局直税部長
- 1955年10月 国税庁調査査察部査察課長心得
- 1957年9月 広島国税局総務部長
- 1959年7月 東京国税局直税部長
- 1960年12月 国税庁直税部所得税課長
- 1964年7月 大蔵省北九州財務局長
- 1966年8月 同省印刷局総務部長
- 1967年8月 国税庁調査査察部長
- 1969年8月 大蔵大臣官房付
  - 12月 大蔵大臣官房審議官
- 1970年5月 国税不服審判所次長
- 1971年7月 国民金融公庫理事
- 1977年7月 富士火災海上保険副社長
- 1978年7月 同社社長
- 1981年7月 同社副会長
- 1982年7月 同社非常勤顧問
  - 8月 税理士